# Aéroport international de Macapá
L'aéroport international de Macapá (code IATA : MCP • code OACI : SBMQ) est l'aéroport desservant la ville de Macapá au Brésil. Depuis le 22 avril 2009, il porte le nom d'aéroport Alberto Alcolumbre, en l'honneur d'un homme d'affaires local.
Il est géré par Infraero.

## Histoire
L'aéroport a été mis en service en 1970.
L'instauration d'une zone de libre-échange à Macapá et Santana, réglementée par la loi fédérale 8.387 du 30 décembre 1991 à permet à toute personne, passagers (nationaux et internationaux) ou visiteurs, d'acheter des marchandises dans les boutiques hors taxes de l'aéroport.
Le 12 avril 2019, un nouveau terminal a été ouvert en remplacement d'une ancienne installation. Après sa fermeture, l'ancien terminal sera démoli pour faire place à un tablier agrandi.

## Compagnies aériennes et destinations
| Compagnies              | Destinations      |
| ----------------------- | ----------------- |
| Azul Brazilian Airlines | Belém             |
| GOL Transportes Aéreos  | Belém             |
| LATAM Airlines Brasil   | Belém, Brasília   |
| Omni Táxi Aéreo         | Charter: Oiapoque |

Actualisé le 29/12/2023

## Situation
L'aéroport est situé à 4 km du centre-ville de Feijó.
| \| 200 km1:42 212 000 \| São Paulo-Guarulhos São Paulo-Congonhas Brasília Rio-Galeão Belo Horizonte Campinas Rio-Santos-Dumont Recife Porto Alegre Salvador Fortaleza Curitiba Florianópolis Belém Vitória Goiânia Manaus Navegantes |
| 200 km1:42 212 000 |